# Woodbridge, Suffolk
Woodbridge är en stad och en civil parish i distriktet East Suffolk i grevskapet Suffolk i i England. Orten har 7 368 invånare (2001).